# Zvjezdana Mihalke
Zvjezdana Mihalke (Sisak, 15. listopada 1968.) je hrvatska slikarica.

## Životopis
Otac joj je hrvatski slikar Ivan Milat.
Završila je gimnaziju u Kutini. Studirala je i diplomirala na likovnoj Akademiji u Sarajevu, no zbog rata u Bosni i Hercegovini provela je jednu godinu na ALU u Zagrebu. Živi u Kutini i radi kao likovni pedagog u OŠ Zvonimira Franka. Majka je troje djece.

## Umjetnost
Zvjezdana se uglavnom pojavljuje na skupnim izložbama na kojima se predstavlja akvarelima i uljima. Tematski je najzanimljivija mrtva priroda. Kompozicije su centralnog tipa, kumulirane bogatim koloritom i pune svježine slikarskog čina. Slikarica pronalazi dostatnu harmoničnu mjeru između koloristički konstruiranih masa i grafičkih elemenata. Makro planovi postaju predložak za kolorističke varijacije lirsko dekorativnog karaktera. Zvjezdana Mihalke je poetski realist s tendencijama ka apstraktnom.

## Vanjske poveznice
- Izložba Kurtz - Mihalke - Miler - Zelenika  Arhivirana inačica izvorne stranice od 29. ožujka 2008. (Wayback Machine)